# Crosslauf-Weltmeisterschaften 1979
Die 7. Crosslauf-Weltmeisterschaften der IAAF fanden am 25. März 1979 auf dem Greenpark Racecourse von Limerick (Irland) statt.
Die Männer starteten über eine Strecke von 12 km, die Frauen über 5,04 km und die Junioren über 7,36 km.

## Ergebnisse

### Männer

#### Einzelwertung
| Platz | Athlet                 | Land | Zeit (min) |
| ----- | ---------------------- | ---- | ---------- |
| 1     | John Treacy            | IRL  | 37:20      |
| 2     | Bronisław Malinowski   | POL  | 37:29      |
| 3     | Aleksandras Antipovas  | URS  | 37:30      |
| 4     | Tony Simmons           | WAL  | 37:38      |
| 5     | Leon Schots            | BEL  | 37:42      |
| 6     | Vlastimil Zwiefelhofer | TCH  | 37:45      |
| 7     | Steve Jones            | WAL  | 37:46      |
| 8     | Frank Zimmermann       | FRG  | 37:48      |

Von 191 gestarteten Athleten erreichten 187 das Ziel.
Weitere Teilnehmer aus deutschsprachigen Ländern:
- 16: Christoph Herle (FRG), 38:09
- 24: Hans-Jürgen Orthmann (FRG), 38:30
- 34: Michael Karst (FRG), 38:43
- 63: Klaus-Peter Hildenbrand (FRG), 39:21
- 66: Manfred Schoeneberg (FRG), 39:24
- 71: Pierre Délèze (SUI), 39:29
- 83: Fredi Griner (SUI), 39:41
- 85: Reinhard Leibold (FRG), 39:43
- 98: Hugo Wey (SUI), 39:58
- 102: Guido Rhyn (SUI), 40:02
- 104: Jean-Pierre Berset (SUI), 40:04
- 117: Blaise Schull (SUI), 40:17
- 121: Detlef Uhlemann (FRG), 40:21
- 125: Peter Lindtner (AUT), 40:25
- 128: Josef Steiner (AUT), 40:28
- 148: Wolfgang Konrad (AUT), 41:05
- 165: Werner Meier (SUI), 41:45
- 166: Thomas Wessinghage (FRG), 41:47
- 171: Peter Pfeifenberger (AUT), 42:02
- 184: Rudolf Altersberger (AUT), 43:13
- DNF: Gerhard Hartmann (AUT)
- DNF: Dietmar Millonig (AUT)

#### Teamwertung
| Platz | Land und Athleten | Gesamtpunktzahl und Einzelplatzierung |
| ----- | --- | ------------------------------------- |
| 1     | England Julian Goater Mike McLeod Andy Holden Nick Rose Bernie Ford Nick Lees                                        | 119 09 014 020 021 022 033            |
| 2     | Irland John Treacy Danny McDaid Gerry Deegan Mick O’Shea Donal Walsh Tony Brien                                      | 198 01 011 043 046 047 050            |
| 3     | Sowjetunion Aleksandras Antipovas Leonid Mossejew Juri Michailow Enn Sellik Aljaksandr Fjadotkin Wladimir Merkuschin | 210 03 018 035 038 048 068            |

Insgesamt wurden 21 Teams gewertet. Die bundesdeutsche Mannschaft belegte mit 211 Punkten den vierten und die Schweizer Mannschaft mit 575 Punkten den 17. Platz.

### Frauen

#### Einzelwertung
| Platz | Athletin           | Land | Zeit (min) |
| ----- | ------------------ | ---- | ---------- |
| 1     | Grete Waitz        | NOR  | 16:48      |
| 2     | Raissa Smechnowa   | URS  | 17:14      |
| 3     | Ellison Goodall    | USA  | 17:18      |
| 4     | Ellen Wessinghage  | FRG  | 17:23      |
| 5     | Swetlana Ulmassowa | URS  | 17:25      |
| 6     | Mary Purcell       | IRL  | 17:26      |
| 7     | Jan Merrill        | USA  | 17:33      |
| 8     | Julie Shea         | USA  | 17:41      |

Von 100 gestarteten Athletinnen erreichten 98 das Ziel.
Weitere Teilnehmerinnen aus deutschsprachigen Ländern:
- 26: Elvira Hofmann (FRG), 18:14
- 28: Charlotte Teske (FRG), 18:16
- 43: Heide Brenner (FRG), 18:41
- 71: Birgit Friedmann (FRG), 19:18

#### Teamwertung
| Platz | Land und Athletinnen                                                            | Gesamtpunktzahl und Einzelplatzierung |
| ----- | ------------------------------------------------------------------------------- | ------------------------------------- |
| 1     | Vereinigte Staaten Ellison Goodall Jan Merrill Julie Shea Margaret Groos        | 29 03 07 08 11                        |
| 2     | Sowjetunion Raissa Smechnowa Swetlana Ulmassowa Giana Romanowa Raissa Belussowa | 48 02 02 12 29                        |
| 3     | England Ann Ford Penny Yule Paula Fudge Regina Joyce                            | 68 09 15 17 27                        |

Insgesamt wurden 16 Teams gewertet. Die bundesdeutsche Mannschaft belegte mit 101 Punkten den vierten Platz.

### Junioren

#### Einzelwertung
| Platz | Athlet          | Land | Zeit (min) |
| ----- | --------------- | ---- | ---------- |
| 1     | Eddy de Pauw    | BEL  | 23:02      |
| 2     | Steve Binns     | ENG  | 23:09      |
| 3     | Ildar Denikejew | URS  | 23:20      |

Von 92 gestarteten Athleten erreichten 90 das Ziel.
Teilnehmer aus deutschsprachigen Ländern:
- 32: Ulrich Renz (FRG), 24:03
- 40: Herbert Renz (FRG), 24:13
- 43: Peter Horak (FRG), 24:21
- 49: Erwin Nothelfer (FRG), 24:28
- 55: Gerhard Lindner (FRG), 24:35

#### Teamwertung
| Platz | Land und Athleten                                                                     | Gesamtpunktzahl und Einzelplatzierung |
| ----- | ------------------------------------------------------------------------------------- | ------------------------------------- |
| 1     | Spanien Jorge García Pedro Garin Valentin Rodríguez José Maestra                      | 57 08 14 17 18                        |
| 2     | England Steve Binns Colin Moore Geoff Turnbull Dave Lewis                             | 74 02 15 27 30                        |
| 3     | Sowjetunion Ildar Denikejew Sergei Kisseljow Wladimir Beslepkin Abdurachman Ibragimow | 75 03 16 25 31                        |

Insgesamt wurden 16 Teams gewertet. Die bundesdeutsche Mannschaft belegte mit 164  Punkten den zwölften Platz.